# جدري الدجاج
جُدَرِيُّ الطُّيور أو جُدَرِيُّ الدجاج (بالإنجليزية: Fowlpox) أحد الأمراض العالمية التي تصيب الدواجن يسببه فيروسات من عائلة الفيروسات الجدرية
العوائل المحتملة تتضمن الدجاج، الديك الرومي، طيور الكناري، والحمام وفصائل أخرى عديدة من الطيور.
هناك نوعين من المرض: نوع ينتقل عن طريق قرصة الحشرات (بخاصة الناموس) وتلوث الجروح ويسبب ظهور آفات على العرف، اللغد والمنقار.
الطيور التي تصاب بهذا النوع تتعافى خلال عدة أسابيع أما النوع الثاني فينتقل عن طريق استنشاق الفيروس ويتسبب في ظهور غشاء في الفم، الحنجرة، والبلعوم وأحياناً في القصبة الهوائية. احتمالات التعافي من هذا النوع فقيرة.

## الجدري في الدواجن
جدري الدواجن مرض شائع في الدواجن التي لم يتم تطعيمها. معظم الدواجن تتعافى، أما صغار الدواجن أو الصعيفة منها فإنها تنفق.
تظهر الآفات في البداية على شكل نفطة بيضاء على عرف الدجاج، اللغد، ومناطق الجلد الأخرى.
في حالات نادرة تظهر على الجسم، الأرجل، وأحيانا على المناطق الرخوة من المنقار. تنمو الحويلات وتتحول لقشرة سوداء وتأخذ حوالي 3 أسابيع لكي تلتأم ثم تسقط.
آفات جدري الدجاج التي تظهر في الفم أو الحلق تؤدي ألى صعوبة في التنفس وقد تؤدي للموت.
إدارة أسراب البعوض يمكن أن تساعد في الحد من انتشار جدري الدواجن.

## العلاج
يوجد تطعيم متاح لجدري الطيور يتم تطعيم الدواجن في الأغلب بفيروس جدري الحمام. يتم تطعيم الدواجن بين عمر ال12-16 أسبوع عن طريقة ال في الحقن. عند اعطاء التطعيم يتم حقن الدواجن بفيروس نشط ولكن في صورة أضعف، ولذلك يجب أن تكون الدواجن في أتم حالتها الصحية حتي لا تصاب بمرض شديد. يتم تطعيم الديوك الرومية بصورة دورية. في حالة إصابة الطائر بالفيروس فإنه لايوجد علاج في تلك الحالة، فقط احتياطات مثل التطعيم ومكافحة الناموس.